# Nils Longerich
Nils Longerich (* 27. März 1977 in Hagen) ist ein deutscher ehemaliger Basketballspieler.

## Laufbahn
Seine Basketballanfänge unternahm er in Boele. 1994 wurde Longerich mit der B-Jugend von Brandt Hagen unter Trainer Berthold Bisselik deutscher Meister.
Er gehörte von 1995 bis 1997 zum Bundesliga-Aufgebot von Brandt Hagen, gab Ende Februar 1995 in einer Begegnung mit Bayer Leverkusen seinen Einstand in der höchsten deutschen Wettkampfklasse und spielte mit der Mannschaft auch im Europapokal. Ab 1997 gehörte er zur Mannschaft der BG Hagen in der 2. Basketball-Bundesliga. Der 1,87 Meter große Aufbau- und Flügelspieler spielte dann sechs Jahre für den TuS Iserlohn, darunter von 2002 bis 2004 in der 2. Bundesliga, sowie von 2004 bis 2006 in derselben Wettkampfklasse für Phoenix Hagen. Anschließend verstärkte der Spezialist für Distanzwürfe den SV Hagen-Haspe in der Regionalliga und 2. Regionalliga. Neben dem Basketballsport absolvierte er eine Lehre zum Versicherungskaufmann.
2014 gewann er mit dem VFK Hagen den deutschen Meistertitel in der Altersklasse Ü35. Ab 2016 gehörte er zur Herrenmannschaft des Vereins Basketball Boele-Kabel, nachdem er zuvor in deren Reserve gespielt hatte. Mit den Altherrenmannschaften des SV Haspe 70 nimmt Longerich seit 2019 an Wettkämpfen teil und wurde deutscher Meister.